# Neural Designer
Neural Designer ("Dissenyador Neuronal") és un programari informàtic de mineria de dades basat en la tècnica de les xarxes neuronals. Ha estat desenvolupat a partir de la llibreria de codi obert OpenNN i conté una interfície gràfica d'usuari, que simplifica l'entrada de dades i la interpretació de resultats.
L'any 2014, Neural Designer fou seleccionat per la revista especialitzada Predictive Analytics Today com un dels principals programes informàtics de mineria de dades. Durant el mateix any, també va ser seleccionat per Big Data Analytics Today com una de les millors aplicacions d'intel·ligència artificial inspirades en el funcionament del cervell.

## Característiques
Neural Designer és una eina d'aprenentatge automàtic de propòsit general. Conté utilitats per resoldre problemes de regressió no lineal, reconeixement de patrons i  predicció.
L'entrada al programa és un conjunt de dades i la sortida és el seu corresponent model predictiu. El programari permet exportar l'expressió matemàtica de la xarxa neuronal per tal de ser utilitzada en qualsevol llenguatge de programació o sistema informàtic.